# دفتر پیش‌خوان خدمات الکترونیک دولت
دفتر پیشخوان خدمات دولت و بخش عمومی و غیردولتی یا دفتر پیشخوان، به دفاتری گفته می‌شود که دولت ایران برای ارائهٔ خدمات الکترونیک به مردم در سطح کشور احداث کرده‌است. کلیهٔ دستگاه‌های اجرایی دولتی ایران موظفند خدمات الکترونیکی خود را از راه این دفاتر ارائه دهند. این دفاتر به دست بخش خصوصی اداره می‌شوند.
یکی از دلایل تشکیل این دفاتر جلوگیری از موازی‌کاری دستگاه‌های دولتی و حرکت به سوی دولت الکترونیک بیان شده‌است.
برونسپاری خدمات دستگاه‌های اجرائی به این دفاتر مطرح است، اما حدود ۱۶ هزار دفتر پیشخان خدمات دولت، در ایران مشغول به فعالیت هستند که نزدیک به ۱۰ هزار واحد آن در روستاها و حدود ۶ هزار واحد دیگر در شهرها قرار دارند. امور بیمه‌ای، امور سجلی و ثبت احوال و گواهینامه و تخلفات رانندگی و گذرنامه، شارژ کارت‌های مختلف اعتباری و کارت‌های دانشجویی، فروش بلیت اتوبوس‌های بین شهری، پرداخت الکترونیکی قبوض، امور مربوط به اسقاط خودرو، خدمات گمرکی، پست‌بانک، خدمات مخابراتی و… از جمله خدمات قابل عرضه در دفاتر پیشخوان خدمات دولت است. بر طبق برنامه‌ریزی‌ها باید تقریباً به ازای هر ۲۰ هزار نفر یک دفتر پیشخوان با توزیع مناسب در سطح کشور ایجاد شود.
در همین رابطه و بر اساس قانون می‌بایستی با هدفت یکپارچه سازی خدمات و دفاتر از سال ۱۳۸۸ دفاتر موازی مانند دفاتر پلیس به اضافه ۱۰، دفاتر الکترونیک شهر، دفاتر خدمات بیمه تأمین اجتماعی به این دفاتر تبدیل شوند که عملاً سازمان‌های مربوط در این خصوص مقاومت می‌کنند.
با توجه به ابلاغیه شماره ۲۰۶/۹۳/۷۷۴۰ سال ۱۳۹۳ شورای عالی اداری مسئولیت ایجاد سامانه الکترونیکی و نظارت بر عملکرد دفاتر پیشخوان خدمات دولت بعهده کانون انجمن‌های صنفی دفاتر پیشخوان خدمات دولت گذاشته شده‌است.